# Pont Blau
Pont Blau fou una revista cultural escrita en català i que es publicà a la ciutat de Mèxic des del 1952 fins al 1963. La seva periodicitat era mensual, tenia un tiratge d'un miler d'exemplars i se subtitulava "Literatura, Arts, Informació". Entre el 15 de setembre de 1952 i el desembre de 1963 va treure cent vint-i-sis números. Finalment, el 1964, la revista Xaloc va prendre el seu relleu.

## Context històric
Durant la dictadura franquista (1939-1975) el català havia quedat reduït a l'ús familiar, mentre que la llengua castellana va passar a ser l'única en l'ensenyament, l'administració i els mitjans de comunicació. Per això, tant des de l'interior com des de l'exili, va haver-hi diverses campanyes i iniciatives per seguir difonent la llengua. Una d'aquestes iniciatives fou la revista Pont Blau.

## Edició
Equip
La revista fou fundada per Ramon Fabregat i Arrufat, que s'encarregà de l'administració. La redacció a Uruguay, 40, estava encapçalada pel seu director i veritable ànima del projecte: Vicenç Riera Llorca, els secretaris de redacció Josep Soler i Vidal i més tard, Marc Hurtado, Josep Maria Giménez-Botey en fou director artístic i Joan Boldó i Climent en fou gerent.
En foren principals col·laboradors J. Roure Torrent, Artur Bladé Desumvila, Abelard Tona i Nadalmai, Pere Calders, Manuel Galés, Mas i Perera, Miquel Ferrer Sanxis, Manuel Xuriguera, Odó Hurtado i Martí, Joan Fuster, Rafael Tasis, Manuel de Pedrolo, Maria Aurèlia Capmany, Alfons Boix i Vallicrosa i Rafael Tasis, entre d'altres.
La impressió fou a càrrec de la Impremta Grafos, Cincueta y Siete, 110 (de l'exemplar 1 al 4) i, posteriorment, de l'Editorial Fournier, Bolívar 238.
La revista Pont Blau es finançava a través de la publicitat, de les subscripcions i dels ajuts de Dalmau Costa.
Format
El format de la revista era de quaranta pàgines de 165 cm x 230 cm, imprès a dues i tres columnes amb anuncis i il·lustracions.

## Temàtica
La publicació pretenia crear un òrgan literari comú i de publicació regular per a tots els escriptors dels Països Catalans que escriguessin lliurement en català, i fer de pont (d'ací el nom) entre els autors de l'interior i els exiliats. Va publicar articles censurats a Catalunya (com una carta de Ramón Menéndez Pidal a José Luis López Aranguren) i va fer-se ressò de diverses polèmiques literàries (sobre la mort de Xènius, sobre l'antologia poètica de Joan Triadú de 1951 o sobre El pelegrí apassionat de Joan Puig i Ferreter).
A més de publicar contes, poemes, assaigs, noticiaris i recensions, a la revista hi predominava la temàtica literària, tot i que dedicà molt espai a la informació. Rafael Tasis (amb el pseudònim Blanquerna, entre altres) era el col·laborador més prolífic i encarregat de filtrar alguns articles a l'interior.
També convocava tres premis per a obres escrites en català: l'Alexandre Plana d'assaig sobre pintura o escultura contemporània, el premi Guimerà de teatre i el Maragall de poesia.

## Tancament
La censura fou irregular, però dificultava les subscripcions normals. Aquest fet que ja va fer que la revista fos rescatada per Dalmau Costa en tres o quatre ocasions, sumat a la complicada difusió a l'interior i a l'existència d'altres recursos i revistes culturals a Barcelona que sedegaven les diferents inquietuds literàries, va portar els promotors de Pont Blau a decidir el tancament de la revista el desembre de 1963.
Un any més tard apareixia la revista Xaloc publicada a la mateixa ciutat de Mèxic i que va agafar el relleu de Pont Blau.